# Juan Ávila
Juan Manuel Ávila Francés (Cuenca, 24 de mayo de 1967) es un político español miembro del PSOE, alcalde de Cuenca entre 2011 y 2015.

## Biografía
Nacido en Cuenca, pasó parte de su infancia en Huete, el pueblo de sus padres, donde cursó estudios de educación básica. Más tarde se trasladó a Ciudad Real, donde realizó sus estudios de Bachillerato y con 17 años se mudó con su familia a Cuenca, donde llevó a cabo COU. En Madrid se licenció en ciencias económicas y empresariales por la Universidad Autónoma de Madrid. Entre 1993 y 2001 trabajó como asesor del Defensor del Pueblo, hasta que fue nombrado delegado de la Consejería de Bienestar Social de la Junta de Comunidades de Castilla-La Mancha en Cuenca bajo el gobierno de José Bono.
Miembro del PSOE, en 2003 fue elegido concejal del Ayuntamiento de Cuenca, siendo nombrado teniente de alcalde en 2005 por el entonces alcalde José Manuel Martínez Cenzano, hasta la victoria del PP en las elecciones municipales de 2007. Entre 2007 y 2011 desempeñó el cargo de presidente de la Diputación Provincial de Cuenca. 
En otoño de  a las elecciones municipales del 22 de mayo de 2011, ganando los comicios por mayoría absoluta, obteniendo 13 concejales frente a 12 del candidato del PP y entonces alcalde, Francisco Javier Pulido. También se presentó a las elecciones municipales de 2015, aunque se quedó con 9 concejales, perdiendo la alcaldía frente al PP.
Desde el 19 de septiembre de 2015 es secretario general de la Federación Española de Municipios y Provincias (FEMP).

## Cargos desempeñados
- Concejal del Ayuntamiento de Cuenca (2003-2015).
- Teniente de alcalde de Cuenca (2005-2007).
- Presidente de la Diputación Provincial de Cuenca (2007-2011).
- Alcalde de Cuenca (2011-2015).
- Portavoz del Grupo Socialista en el Ayuntamiento de Cuenca (2015).

- Datos: Q5953749
- Multimedia: Juan Ávila / Q5953749